# Libellula niphonica
Libellula niphonica är en trollsländeart som beskrevs av Kobayashi 1941. Libellula niphonica ingår i släktet Libellula och familjen segeltrollsländor. Inga underarter finns listade i Catalogue of Life.